# 心鸟蛤属
心鸟蛤属是鳥蛤目鸟尾蛤科之下的一個屬，是一種生活在海洋裡的小型蛤蜊。其殼內居住有共生生物蟲黃藻（Symbiodinium）。

## 物種
心鸟蛤属包括下列各個物種：
- 心鸟蛤（Corculum cardissa (Linnaeus, 1758) ）：又名鸡心蛤；
- Corculum inexpectatum Crozier, 1966